# Natação no Campeonato Mundial de Esportes Aquáticos de 2015 - 100 m peito masculino
A prova dos 100 metros peito masculino da natação no Campeonato Mundial de Esportes Aquáticos de 2015 ocorreu nos dias 2 de agosto e 3 de agosto em Cazã na Rússia.

## Recordes
Antes desta competição, os recordes mundiais e do campeonato nesta prova eram os seguintes:
| Tipo                  | Atleta          | Tempo | Local   | Data                |
| --------------------- | --------------- | ----- | ------- | ------------------- |
|                       | Adam Peaty      | 57.92 | Londres | 17 de abril de 2015 |
| Recorde do campeonato | Brenton Rickard | 58.58 | Roma    | 27 de julho de 2009 |

Os seguintes novos recordes foram estabelecidos durante esta competição. 
| Data        | Prova         | Nadadora              | Nacionalidade | Tempo | Recordes              |
| ----------- | ------------- | --------------------- | ------------- | ----- | --------------------- |
| 2 de agosto | Eliminatórias | Adam Peaty            | Reino Unido   | 58.52 | Recorde do campeonato |
| 2 de agosto | Semifinal     | Cameron van der Burgh | África do Sul | 58.49 | Recorde do campeonato |
| 2 de agosto | Semifinal     | Adam Peaty            | Reino Unido   | 58.18 | Recorde do campeonato |

## Medalhistas
| Ouro             | Prata                       | Bronze             |
| Adam Peaty (GBR) | Cameron van der Burgh (RSA) | Ross Murdoch (GBR) |

## Resultados

### Eliminatórias
Esses foram os resultados das eliminatórias.
| Pos. | Bateria | Raia | Nadador               | Nacionalidade  | Tempo   | Notas |
| ---- | ------- | ---- | --------------------- | -------------- | ------- | ----- |
| 1    | 9       | 4    | Adam Peaty            | Reino Unido    | 58.52   | Q,    |
| 2    | 8       | 5    | Cameron van der Burgh | África do Sul  | 58.59   | Q     |
| 3    | 9       | 2    | Dmitriy Balandin      | Cazaquistão    | 59.38   | Q     |
| 4    | 7       | 4    | Ross Murdoch          | Reino Unido    | 59.48   | Q     |
| 5    | 9       | 5    | Felipe França Silva   | Brasil         | 59.56   | Q     |
| 6    | 7       | 6    | Hendrik Feldwehr      | Alemanha       | 59.67   | Q     |
| 7    | 9       | 0    | Kirill Prigoda        | Rússia         | 59.81   | Q     |
| 8    | 7       | 5    | Giedrius Titenis      | Lituânia       | 59.84   | Q     |
| 9    | 9       | 1    | Jake Packard          | Austrália      | 59.92   | Q     |
| 10   | 7       | 3    | Yasuhiro Koseki       | Japão          | 59.93   | Q     |
| 11   | 9       | 3    | Cody Miller           | Estados Unidos | 59.97   | Q     |
| 12   | 7       | 7    | Christian vom Lehn    | Alemanha       | 1:00.01 | Q     |
| 13   | 8       | 7    | Nic Fink              | Estados Unidos | 1:00.05 | Q     |
| 14   | 7       | 1    | Richard Funk          | Canadá         | 1:00.26 | Q     |
| 14   | 9       | 6    | Felipe Lima           | Brasil         | 1:00.26 | Q     |
| 16   | 8       | 6    | Čaba Silađi           | Sérvia         | 1:00.35 | Q     |
| 17   | 8       | 8    | Damir Dugonjič        | Eslovênia      | 1:00.36 |       |
| 18   | 9       | 7    | Glenn Snyders         | Nova Zelândia  | 1:00.44 |       |
| 19   | 6       | 4    | Anton Sveinn McKee    | Islândia       | 1:00.53 |       |
| 20   | 6       | 2    | Vladislav Mustafin    | Uzbequistão    | 1:00.63 |       |
| 21   | 6       | 7    | Jorge Murillo         | Colômbia       | 1:00.67 |       |
| 22   | 8       | 3    | Dániel Gyurta         | Hungria        | 1:00.71 |       |
| 23   | 9       | 8    | Tomáš Klobučník       | Eslováquia     | 1:00.77 |       |
| 24   | 8       | 1    | Giacomo Perez-Dortona | França         | 1:00.80 |       |
| 25   | 8       | 0    | Laurent Carnol        | Luxemburgo     | 1:00.82 |       |
| 26   | 6       | 5    | Yannick Käser         | Suíça          | 1:00.94 |       |
| 27   | 7       | 2    | Li Xiang              | China          | 1:00.96 |       |
| 28   | 8       | 4    | Christian Sprenger    | Austrália      | 1:01.13 |       |
| 29   | 8       | 2    | Ryo Tateishi          | Japão          | 1:01.26 |       |
| 30   | 6       | 0    | Matti Mattsson        | Finlândia      | 1:01.44 |       |

| Ver o restante da classificação | Ver o restante da classificação | Ver o restante da classificação | Ver o restante da classificação | Ver o restante da classificação | Ver o restante da classificação | Ver o restante da classificação |
| Pos.                            | Bateria                         | Raia                            | Nadador                         | Nacionalidade                   | Tempo                           | Notas                           |
| ------------------------------- | ------------------------------- | ------------------------------- | ------------------------------- | ------------------------------- | ------------------------------- | ------------------------------- |
| 31                              | 7                               | 9                               | Carlos Claverie                 | Venezuela                       | 1:01.63                         |                                 |
| 32                              | 6                               | 3                               | Erik Persson                    | Suécia                          | 1:01.75                         |                                 |
| 33                              | 8                               | 9                               | Marcin Stolarski                | Polónia                         | 1:01.98                         |                                 |
| 34                              | 9                               | 9                               | Martti Aljand                   | Estónia                         | 1:01.99                         |                                 |
| 35                              | 5                               | 5                               | Youssef El-Kamash               | Egito                           | 1:02.01                         | Recorde nacional                |
| 36                              | 6                               | 1                               | Sandeep Sejwal                  | Índia                           | 1:02.17                         |                                 |
| 37                              | 7                               | 8                               | Lorenzo Antonelli               | Itália                          | 1:02.20                         |                                 |
| 38                              | 6                               | 8                               | Alex Murphy                     | Irlanda                         | 1:02.22                         |                                 |
| 39                              | 6                               | 9                               | Demir Atasoy                    | Turquia                         | 1:02.35                         |                                 |
| 40                              | 5                               | 2                               | Édgar Crespo                    | Panamá                          | 1:02.37                         |                                 |
| 41                              | 5                               | 4                               | Joshua Hall                     | Filipinas                       | 1:02.40                         |                                 |
| 42                              | 5                               | 6                               | Azad Al-Barazi                  | Síria                           | 1:02.51                         |                                 |
| 43                              | 7                               | 0                               | Panagiōtīs Samilidīs            | Grécia                          | 1:02.58                         |                                 |
| 44                              | 5                               | 7                               | Renato Prono                    | Paraguai                        | 1:02.69                         |                                 |
| 45                              | 4                               | 4                               | Wong Wong Fu Kang               | Malásia                         | 1:02.89                         |                                 |
| 46                              | 6                               | 6                               | Petr Bartůněk                   | Chéquia                         | 1:02.90                         |                                 |
| 47                              | 5                               | 8                               | Lachezar Shumkov                | Bulgária                        | 1:03.08                         |                                 |
| 48                              | 5                               | 3                               | Nikolajs Maskaļenko             | Letônia                         | 1:03.21                         |                                 |
| 49                              | 4                               | 3                               | Chao Man Hou                    | Macau                           | 1:03.46                         |                                 |
| 50                              | 5                               | 1                               | Dustin Tynes                    | Bahamas                         | 1:03.50                         |                                 |
| 51                              | 4                               | 8                               | Jordy Groters                   | Aruba                           | 1:03.66                         |                                 |
| 52                              | 4                               | 1                               | Julian Fletcher                 | Bermudas                        | 1:03.80                         |                                 |
| 53                              | 5                               | 9                               | Mauro Castillo                  | México                          | 1:03.91                         |                                 |
| 54                              | 4                               | 9                               | James Lawson                    | Zimbabwe                        | 1:04.03                         |                                 |
| 55                              | 4                               | 6                               | Amini Fonua                     | Tonga                           | 1:04.28                         |                                 |
| 56                              | 4                               | 5                               | Malick Fall                     | Senegal                         | 1:04.30                         |                                 |
| 57                              | 4                               | 7                               | Anton Zheltyakov                | Azerbaijão                      | 1:04.45                         |                                 |
| 58                              | 4                               | 2                               | Benjamin Schulte                | Guam                            | 1:04.84                         |                                 |
| 59                              | 3                               | 3                               | Arya Nasimi                     | Irão                            | 1:05.86                         |                                 |
| 60                              | 3                               | 4                               | Jesús Flores                    | Honduras                        | 1:06.14                         |                                 |
| 61                              | 3                               | 6                               | Ramazan Taimatov                | Quirguistão                     | 1:06.49                         |                                 |
| 62                              | 4                               | 0                               | Darren Chan                     | Ilhas Maurícias                 | 1:06.65                         |                                 |
| 63                              | 3                               | 0                               | Adriel Sanes                    | Ilhas Virgens Americanas        | 1:07.19                         |                                 |
| 64                              | 3                               | 5                               | Julian Harding                  | Malta                           | 1:07.28                         |                                 |
| 65                              | 3                               | 7                               | Alex Axiotis                    | Zâmbia                          | 1:07.29                         |                                 |
| 66                              | 3                               | 8                               | Serginni Marten                 | Curaçau                         | 1:07.34                         |                                 |
| 67                              | 3                               | 9                               | Nazih Nazeyek                   | Jordânia                        | 1:08.22                         |                                 |
| 68                              | 3                               | 2                               | José Quintanilla                | Bolívia                         | 1:08.36                         |                                 |
| 69                              | 2                               | 5                               | Corey Ollivierre                | Granada                         | 1:08.39                         |                                 |
| 70                              | 5                               | 0                               | Mubarak Al-Besher               | Emirados Árabes Unidos          | 1:09.08                         |                                 |
| 71                              | 2                               | 6                               | Kaito Yanai                     | Marianas Setentrionais          | 1:09.59                         |                                 |
| 72                              | 2                               | 2                               | Nikolas Sylvester               | São Vicente e Granadinas        | 1:13.12                         |                                 |
| 73                              | 2                               | 4                               | Daniel Gill                     | Seicheles                       | 1:14.02                         |                                 |
| 74                              | 1                               | 4                               | Htut Ahnt Khaung                | Myanmar                         | 1:16.13                         |                                 |
| 75                              | 2                               | 1                               | Kiran Karki                     | Nepal                           | 1:18.21                         |                                 |
| 76                              | 2                               | 8                               | Mocheta Makara                  | Lesoto                          | 1:55.91                         |                                 |
| 77! !                           | 3                               | 1                               | Markos Kalopsidiotis            | Chipre                          |                                 | DSQ                             |
| 77! !                           | 1                               | 3                               | Alhassane Fofana                | Guiné                           |                                 | DNS                             |
| 77! !                           | 1                               | 5                               | Stephane Fokam                  | Camarões                        |                                 | DNS                             |
| 77! !                           | 2                               | 3                               | Alassane Seydou                 | Níger                           |                                 | DNS                             |
| 77! !                           | 2                               | 7                               | Simanga Dlamini                 | Essuatíni                       |                                 | DNS                             |

### Semifinal
Esses foram os resultados das semifinais. 
Semifinal 1
| Pos. | Raia | Nadador               | Nacionalidade | Tempo   | Notas |
| ---- | ---- | --------------------- | ------------- | ------- | ----- |
| 1    | 4    | Cameron van der Burgh | África do Sul | 58.49   | Q,    |
| 2    | 6    | Giedrius Titenis      | Lituânia      | 58.96   | Q,    |
| 3    | 3    | Hendrik Feldwehr      | Alemanha      | 59.63   | Q     |
| 4    | 5    | Ross Murdoch          | Reino Unido   | 59.75   | Q     |
| 5    | 7    | Christian vom Lehn    | Alemanha      | 59.88   |       |
| 6    | 2    | Yasuhiro Koseki       | Japão         | 1:00.31 |       |
| 7    | 1    | Richard Funk          | Canadá        | 1:00.43 |       |
| 8    | 8    | Čaba Silađi           | Sérvia        | 1:00.62 |       |

Semifinal 2
| Pos. | Raia | Nadador             | Nacionalidade  | Tempo   | Notas |
| ---- | ---- | ------------------- | -------------- | ------- | ----- |
| 1    | 4    | Adam Peaty          | Reino Unido    | 58.18   | Q,    |
| 2    | 5    | Dmitriy Balandin    | Cazaquistão    | 59.39   | Q     |
| 3    | 6    | Kirill Prigoda      | Rússia         | 59.60   | Q,    |
| 4    | 2    | Jake Packard        | Austrália      | 59.66   | Q     |
| 5    | 7    | Cody Miller         | Estados Unidos | 59.86   |       |
| 6    | 3    | Felipe França Silva | Brasil         | 59.89   |       |
| 7    | 1    | Nic Fink            | Estados Unidos | 1:00.14 |       |
| 8    | 8    | Felipe Lima         | Brasil         | 1:00.19 |       |

### Final
Esse foi o resultado da final. 
| Pos.              | Raia | Nadador               | Nacionalidade | Tempo   | Notas |
| ----------------- | ---- | --------------------- | ------------- | ------- | ----- |
| Medalha de ouro   | 4    | Adam Peaty            | Reino Unido   | 58.52   |       |
| Medalha de prata  | 5    | Cameron van der Burgh | África do Sul | 58.59   |       |
| Medalha de bronze | 8    | Ross Murdoch          | Reino Unido   | 59.09   |       |
| 4                 | 6    | Dmitriy Balandin      | Cazaquistão   | 59.42   |       |
| 5                 | 1    | Jake Packard          | Austrália     | 59.44   |       |
| 6                 | 3    | Giedrius Titenis      | Lituânia      | 59.56   |       |
| 7                 | 2    | Kirill Prigoda        | Rússia        | 59.84   |       |
| 8                 | 7    | Hendrik Feldwehr      | Alemanha      | 1:00.16 |       |

Legenda
| Recorde mundial       | Recorde mundial (World record)               |                       | Recorde africano                      | Recorde africano (African) |                                           | Q | Classificado por posição (Qualified) |
| Recorde do campeonato | Recorde do campeonato (Championship record)  | Recorde da América    | Recorde da América (Americas)         | q                          | Classificado por melhor tempo (Qualified) |   |                                      |
| Melhor marca do ano   | Melhor marca do ano (World leading)          | Recorde asiático      | Recorde asiático (Asian)              | DNS                        | Não largou (Did not start)                |   |                                      |
| Recorde nacional      | Recorde nacional (National record)           | Recorde europeu       | Recorde europeu (European)            | DNF                        | Não terminou (Did not finish)             |   |                                      |
| Recorde pessoal       | Recorde pessoal do atleta (Personal best)    | Recorde da Oceania    | Recorde da Oceania (Oceania)          | DSQ / DQ                   | Desclassificado (Disqualified)            |   |                                      |
| Recorde da temporada  | Recorde da temporada do atleta (Season best) | Recorde sul-americano | Recorde sul-americano (South America) | NM                         | Sem marca (No mark)                       |   |                                      |